# Vredendal
Vredendal est une ville de la province du Cap-Occidental en Afrique du Sud, dans le District de West Coast.
Sa population était de 18 170 habitants en 2011.
Une température record de 48,4 °C y a été enregistrée en octobre 2015.